# منتخب كوبا لكرة القاعدة للسيدات
منتخب كوبا لكرة القاعدة للسيدات هو ممثل كوبا الرسمي في المنافسات الدولية في كرة القاعدة للسيدات
.